# Hermann Kurzke

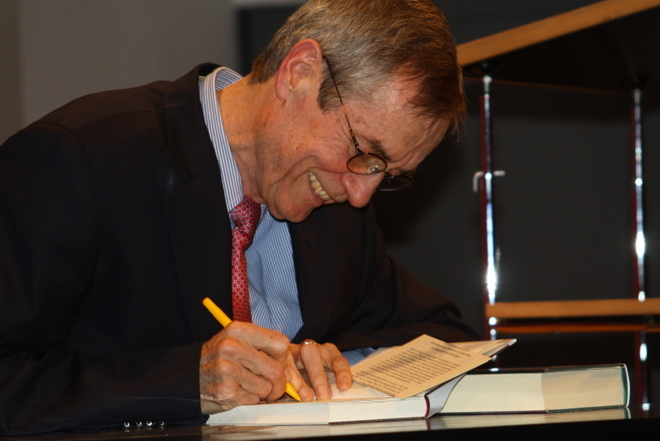
Hermann Kurzke, vor 2011

Hermann Kurzke (* 15. Februar 1943 in Berlin; † 17. Februar 2024 in Mainz) war ein deutscher Literaturwissenschaftler, katholischer Theologe und Autor.

## Leben
Hermann Kurzke studierte Germanistik und katholische Theologie an den Universitäten München und Würzburg. Er hatte bis zu seinem Ruhestand eine Professur für Neuere Deutsche Literaturgeschichte an der Johannes Gutenberg-Universität Mainz inne. Er war freier Mitarbeiter im Feuilleton der Frankfurter Allgemeinen Zeitung, für die er ein Jahrzehnt lang auch die Zeitschriftenrundschau besorgte, und in der Literarischen Welt.
Im Jahre 1992 gründete Kurzke in Verbindung mit dem Liturgiewissenschaftler Hansjakob Becker den Interdisziplinären Arbeitskreis Gesangbuchforschung (IAK) an der Mainzer Universität. Daraus gingen der Graduiertenkolleg „Geistliches Lied und Kirchenlied interdisziplinär“ (1995–2006), das DFG-Projekt „Gesangbuchbibliographie“ (1999–2008) und weitere Projekte rund um die Themen Kirchenlied und Gesangbuch hervor. Kurzke war 1999 Gründungsmitglied des Dombauvereins Mainz e. V. und gab 1999–2005 als Chefredakteur die einmal jährlich erscheinenden Domblätter heraus.
Kurzke publizierte zu Thomas Mann, Goethe sowie Romantik (Novalis), Hymnologie (Politisches Lied, Kirchenlied), Kulturreligiosität und Gegenwartsliteratur. Bekannt geworden sind vor allem seine Biographien Thomas Manns, Georg Büchners und Novalis’. Er war Mitherausgeber der Großen Kommentierten Frankfurter Thomas Mann-Ausgabe (GKFA). In seiner Neuedition von Thomas Manns Betrachtungen eines Unpolitischen kommt Kurzke zu einer neuen Lesart, wonach er in den Betrachtungen nicht länger eine konservative oder gar reaktionäre Streitschrift sieht.

## Ehrungen
- 2000 Thomas Mann-Medaille der Deutschen Thomas Mann-Gesellschaft in Lübeck

## Veröffentlichungen (Auswahl)
- Auf der Suche nach der verlorenen Irrationalität. Thomas Mann und der Konservatismus. Königshausen & Neumann, Würzburg 1980.
- Romantik und Konservatismus. Das „politische“ Werk Friedrich von Hardenbergs (Novalis) im Horizont seiner Wirkungsgeschichte. Wilhelm Fink Verlag, München 1983.
- Thomas Mann. Epoche – Werk – Wirkung. C. H. Beck Verlag, München 1985, 348 S. (Arbeitsbücher zur Literaturgeschichte).
- als Hg.: Stationen der Thomas-Mann-Forschung. Aufsätze seit 1970. Würzburg 1985.
- Novalis. C. H. Beck Verlag, München 1988.
- Thomas Mann: Essays. Nach den Erstdrucken, textkritisch durchgesehen, kommentiert und herausgegeben von Hermann Kurzke und Stephan Stachorski. S. Fischer, Frankfurt am Main 1988.
- Hymnen und Lieder der Deutschen. Dieterich’sche Verlagsbuchhandlung, Mainz 1990.
- Mondwanderungen. Ein Wegweiser durch Thomas Manns Joseph-Roman. Fischer Taschenbuch Verlag, Frankfurt am Main 1993.
- Thomas Mann. Das Leben als Kunstwerk. Eine Biographie. C. H. Becksche Verlagsbuchhandlung, München 1999.
- Geistliches Wunderhorn. Große deutsche Kirchenlieder. Herausgegeben, vorgestellt und erläutert von Hermann Kurzke, Hansjakob Becker, Ansgar Franz, Jürgen Henkys, Christa Reich und Alex Stock. C. H. Beck Verlag, München 2001.
- Thomas Mann: Essays 1914–1926. Herausgegeben und kommentiert von Hermann Kurzke unter Mitwirkung von Stephan Stachorski und Joëlle Stoupy. 2 Bände (Textband, Kommentarband), 1251 und 997 S., S. Fischer Verlag, Frankfurt am Main 2002.
- Unglaubensgespräch. Vom Nutzen und Nachteil der Religion für das Leben. C. H. Beck Verlag, München 2007, ISBN 978-3-406-54786-7.
- Untergang einer Reichshauptstadt. Johann Wolfgang von Goethe: Belagerung von Mainz. Ein Bilderbogen. Herausgegeben und kommentiert von Hermann Kurzke und Oliver Kemmann. Societätsverlag, Frankfurt am Main 2007.
- Thomas Mann. Ein Porträt für seine Leser. C. H. Beck Verlag, München 2009, ISBN 978-3-406-56259-4.
- Thomas Mann: Betrachtungen eines Unpolitischen. Textkritisch durchgesehen, kommentiert und herausgegeben von Hermann Kurzke. 2 Bände (Textband und Kommentarband). S. Fischer Verlag, Frankfurt am Main 2009.
- Die kürzeste Geschichte der deutschen Literatur und andere Essays. Verlag C. H. Beck, München 2010. ISBN 978-3-406-59989-7.
- Kirchenlied und Kultur. (= Mainzer hymnologische Studien. 24). 2010, ISBN 978-3-7720-8378-5.
- Georg Büchner. Geschichte eines Genies. Verlag C. H. Beck, München 2013. ISBN 978-3-406-64493-1.
- Zusammen mit Christiane Schäfer: Mythos Maria. Berühmte Marienlieder und ihre Geschichte. C. H. Beck, München 2014, ISBN 978-3-406-66956-9.
- Die Lieder des Gotteslob. Geschichte – Liturgie – Kultur. Herausgegeben gemeinsam mit Ansgar Franz und Christiane Schäfer. Verlag Katholisches Bibelwerk, Stuttgart 2017, ISBN 978-3-460-42900-0.
- Literatur lesen wie ein Kenner. Eine Handreichung für passionierte Leserinnen und Leser. C. H. Beck, München 2021, ISBN 978-3-406-76435-6.